# Star Wars (Main Title)
"Star Wars (Main Title)" és un èxit instrumental de 1977 compost i dirigit per John Williams. És el principal tema musical de la saga Star Wars i també es considera el leitmotiv principal per a Luke Skywalker, el protagonista de la trilogia original de la Guerra de les galàxies. Va ser interpretada per l'Orquestra Simfònica de Londres. El tema es va convertir en un èxit als Estats Units (# 10) i Canadà (# 13) durant la tardor d'aquell any.
La cara B presentava el tema de la pel·lícula Cantina Band.

## Concepte i creació
Originalment, la musique de La guerra de les galàxies no anava a ser composta per John Williams. George Lucas inspirant-se en la pel·lícula 2001: una odissea de l'espai de Stanley Kubrick, volia utilitzar peces de música clàssica existents, incloses peces de Maurice Ravel i Igor Stravinsky, però no va obtenir els resultats que esperava i va abandonar la idea. El seu amic Steven Spielberg li va presentar a John Williams, qui havia compost la música del seu film Tauró; Lucas el va contractar com a compositor per a la seva nova pel·lícula.
La composició va estar influenciada per la partitura de Erich Wolfgang Korngold per a la pel·lícula "Kings Row" de 1942.

## Versions
Una altra versió discogràfica produïda per Meco de "Star Wars Theme/ Cantina Band" va arribar al número u simultàniament amb la presència a la llista de la versió original de la partitura de Williams.
El tema principal del títol de Star Wars va ser versionat per Patrick Gleeson un mes després del llançament de la representació de l'Orquestra Simfònica de Londres. La seva versió es va estrenar a França.